# Pala Tornabuoni
La Pala Tornabuoni (en français, retable Tornabuoni) est une peinture à  tempera sur panneau de bois (hauteur maximale : 221 cm) de Domenico Ghirlandaio et son atelier, réalisé pour l'autel central de la basilique Santa Maria Novella de Florence à partir de 1490 environ et achevé après la mort du peintre (1494), jusqu'en 1498 environ. Il est aujourd'hui démembré et se trouve dispersé en plusieurs lieux ; le compartiment central (Madone en gloire parmi les saints) est conservé à l'Alte Pinakothek de Munich.

## Histoire
Le retable de la chapelle Tornabuoni, ou Chapelle Principale de la basilique Santa Maria Novella à Florence, a été commandé à Ghirlandaio juste après l'achèvement du célèbre cycle de fresques avec les Histoires de la Vierge et de Saint Jean Baptiste. Il reste un contrat très précis des fresques qui fixe la date limite d'achèvement des travaux en 1490, date qui fut respectée. Le retable a dû être commencé immédiatement après, mais son exécution a dû durer plus longtemps, car il n'est pas achevé à la mort prématurée de l'artiste quadragénaire en 1494 et est achevé avec l'aide de l'atelier vers 1498. Le retable a été décrit par Vasari, qui l'a cité comme suit :

« Il réalisa à la détrempe le retable, bien isolé du reste, avec des figures disposées en six compartiments autour de Notre-Dame trônant dans les air, l'Enfant dans les bras. Parmi les saints qui l'entourent, saint Laurent  et  saint Étienne  sont tout à fait vivants ; à  saint Vincent  et  saint Pierre martyr , il ne manque que la parole. Ce panneau est en partie inachevé, à cause de la mort du peintre ; mais il avait tant avancé son travail qu'il ne restait plus qu'à finir certaines figures du verso, où se trouve la Résurrection du Christ et trois figures dans les compartiments. L'ensemble fut achevé plus tard par Benedetto et David Ghirlandaio, ses frères. »

Avec les réaménagements de 1804, le retable, qui se trouvait au centre de la chapelle (et non là où se trouve aujourd'hui l'autel du XIXe siècle, sur le bord vers la nef), est démembré et dispersé en 1816, le plaçant sur le marché des antiquités. Aujourd'hui, il est en partie perdu et en partie divisé en divers musées. Deux panneaux qui se trouvaient à Berlin, ont été détruits lors de l'incendie du Flakturm Friedrichshain en 1945.

## Description

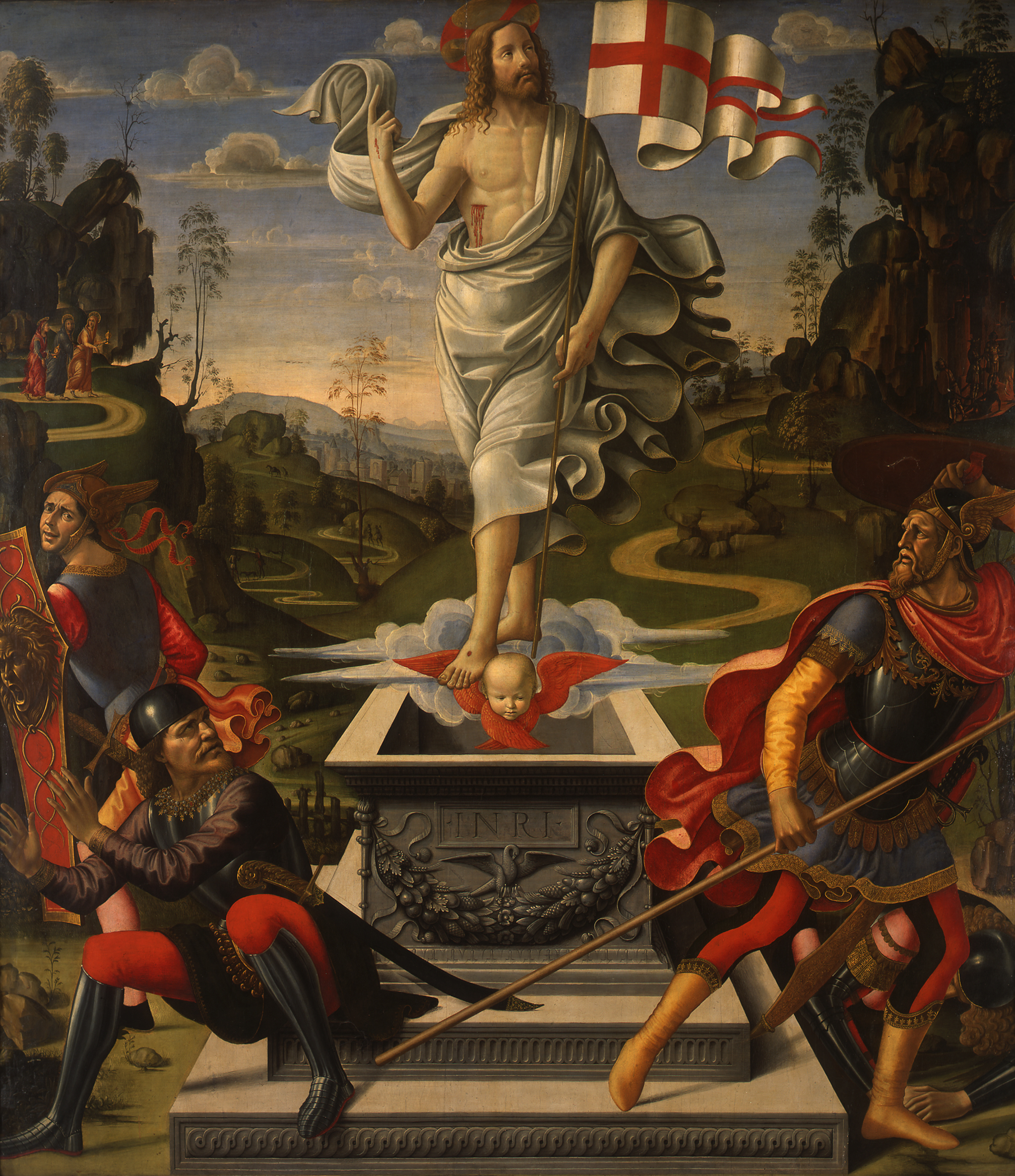
Résurrection.

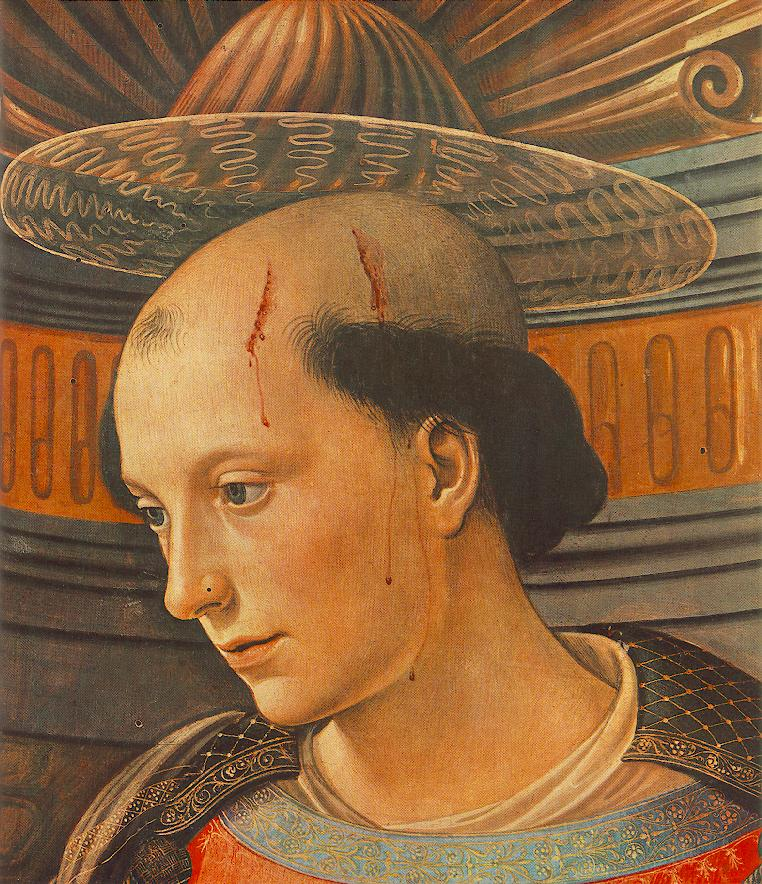
Saint Étienne (détail).

La Pala Tornabuoni avait deux faces : une face aux fidèles et à la nef, et une face aux frères dominicains et au chœur. Il est donc composé d'un grand panneau central et de six compartiments de chaque côté de saints en pied, dont quatre seulement subsistent aujourd'hui.
Le retable était composée comme suit :
- Vierge en gloire avec les saints (recto), 221 × 198 cm, Alte Pinakothek, Munich
- Résurrection (dos), 221 × 199 cm, Gemäldegalerie (Berlin)
- Sainte Catherine de Sienne, Alte Pinakothek, Munich
- Saint Laurent, Alte Pinakothek, Munich
- Saint Étienne, 191 × 56 cm, Musée des Beaux-Arts de Budapest
- Saint Pierre martyr, Fondation Magnani Rocca, Traversetolo (province de Parme)
- Saint Vincent Ferrer, anciennement au Bode-Museum, Berlin, détruit dans l'incendie du Flakturm Friedrichshain à Berlin en mai 1945
- Saint Antonino Pierozzi, anciennement au Bode-Museum, Berlin, détruit dans l'incendie du Flakturm Friedrichshain à Berlin en mai 1945.

### Madone en gloire parmi les saints
Le panneau principal était dédié à la titulaire de l'église, qui était suspendue dans un halo lumineux entouré de séraphins et d'angelots, tout en tenant l'Enfant qui découvre son sein à allaiter. Deux autres anges symétriques s'envolent en remplissant l'espace supérieur. En dessous se trouvent quatre saints : saint Dominique, fondateur de l'ordre, qui tient un livre ouvert à la main et indique la règle des frères, saint Michel, saint Jean le Baptiste, l'autre titulaire de la chapelle, et saint Jean. En arrière-plan court un paysage de goût flamand, avec deux éperons rocheux sur les côtés qui servent de décor théâtral et un paysage s'ouvrant au centre qui, avec une ville à tourelles de saveur nordique, se perd au loin entre des collines ombrées de couleur bleu et d'arbres feuillus. L'exemple de l'école ombrienne est évident, en particulier du Pérugin qui était le propriétaire d'un atelier très populaire à Florence.
Certaines parties sont de bonne qualité (la Madone, l'Évangéliste, le paysage), tandis que d'autres, plus conventionnelles, sont à attribuer à l'atelier.

### La Résurrection
La Résurrection, maintenant à Berlin, montre le Christ sortant miraculeusement du tombeau, montant sur un nuage avec un chérubin, tout en tenant la bannière des croisés dans sa main. Le sarcophage, portant l'inscription « INRI », est orné d'un feston à l'ancienne et le pélican picote la viande pour nourrir ses petits, symbole du sacrifice du Christ ; les marches ont le bord sculpté de motifs à l'ancienne. La scène est fortement raccourcie dans une perspective centrale. L'abstraction contre nature du Christ est contrastée par les quatre soldats qui, dès qu'ils se réveillent, devant l'événement miraculeux, s'enfuient, apeurés. Ils sont dessinés avec un rythme à la fois varié et très équilibré : à gauche, celui du premier plan se lève et un autre fuit ; à droite, celui du premier plan s'éloigne et celui du fond dort encore. Ils expriment une certaine effervescence, mais il leur manque un véritable pathétique expressif, que l'on ne retrouve jamais dans les essais du peintre. Le souci du détail ressort, dans les boucliers, dans les casques et les armures lustrés, ou dans le paysage avec des détails d'un réalisme saisissant inspirés de l'étude de la peinture flamande, dont Ghirlandaio était un grand admirateur. Les plis flottants des manteaux (du Christ, du garde à droite) donnent du mouvement à la scène, formant des lignes légèrement ondulées, inspirées par un goût décoratif qui est peut-être l'œuvre de l'atelier.
Le paysage se perd au loin entre deux ailes rocheuses de part et d'autre et est peuplé de traces de présence humaine. Parmi celles-ci, à gauche, au loin, se détache le groupe des Trois Maries se rendant au tombeau.

### Les saints
Les six saints étaient disposés de part et d'autre du retable central, mais on ne sait pas s'ils se trouvaient également à l'arrière. La lumière qui les éclaire, bien visible sur les niches en forme de coquille qui les contiennent, vient tantôt de gauche, dans les trois panneaux de droite, tantôt de droite, dans deux panneaux de gauche, comme si la lumière venait du retable central. Ils forment un groupe de saints dominicains et de saints liés à la ville de Florence. Vasari écrit que trois d'entre eux ont été achevés après la mort du peintre, alors que pour la critique moderne, ils sont presque tous considérés comme l'œuvre de l' atelier, à l'exception du Saint Étienne de Budapest, le meilleur de la série, qui a probablement été exécuté par le maître lorsqu'il était encore en vie. Au-dessus de chacun d'eux se trouvait un panneau avec des inscriptions moralisatrices liées aux saints.

### Proposition de reconstruction
|  |  |  |  |  |  |
|  |  |  |  |  |  |

|  |  |  |